# Christian Waldhoff
Christian Waldhoff (* 22. April 1965 in Paderborn) ist ein deutscher Rechtswissenschaftler und Hochschullehrer.

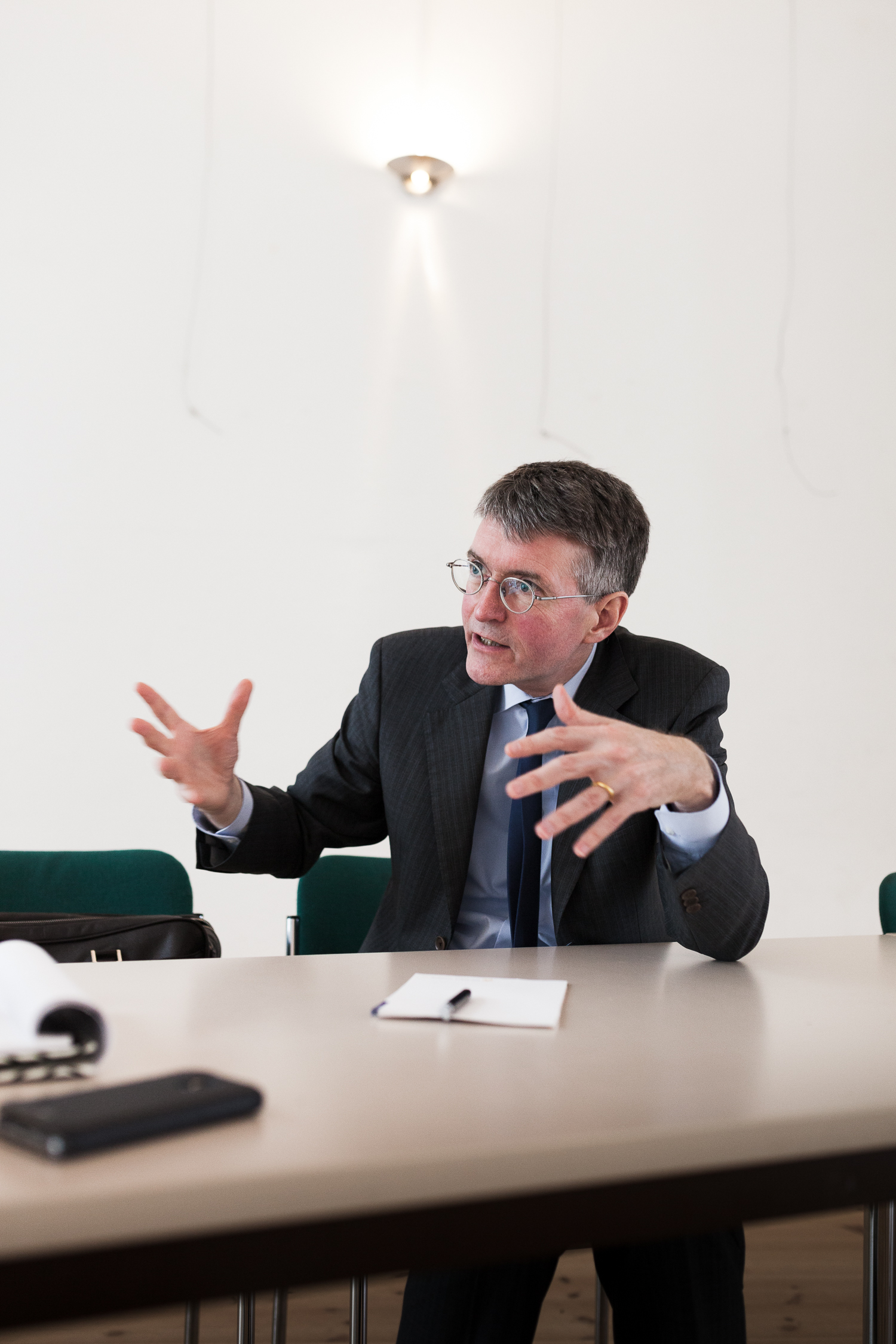
Christian Waldhoff (2017)

## Leben
Christian Waldhoff absolvierte das Abitur im westfälischen Steinheim und studierte Rechtswissenschaften an den Universitäten Bayreuth, Freiburg im Üechtland und München. 1990 legte er das Erste Juristische Staatsexamen in München ab. Es folgte 1991/92 ein von der Bayerischen Graduiertenförderung unterstütztes Promotionsstipendium; parallel leistete er sein Referendariat unter anderem mit einer Stationsaubildung an der Hochschule für Verwaltungswissenschaften in Speyer und dem Bundesverfassungsgericht ab. 1994 bestand er das Zweite Juristische Staatsexamen.
Von 1994 bis 2000 war er wissenschaftlicher Assistent an der Juristischen Fakultät der Universität München. 1996 wurde er mit der Arbeit Verfassungsrechtliche Vorgaben für die Steuergesetzgebung im Vergleich Deutschland–Schweiz an der Juristischen Fakultät zum Doktor der Rechte promoviert. Er habilitierte sich 2002 in München für die Fächer Staats- und Verwaltungsrecht, Steuerrecht, Europarecht, Verfassungs- und Verwaltungsgeschichte der Neuzeit mit einer Arbeit zum Thema Der Verwaltungszwang. Historische und dogmatische Studien zu Vollstreckung und Sanktion als Mittel der Rechtsdurchsetzung der Verwaltung.
Ab dem 1. September 2003 war er Inhaber des Lehrstuhls für Öffentliches Recht an der Rechts- und Staatswissenschaftlichen Fakultät der Universität Bonn sowie Direktor des Instituts für Kirchenrecht an dieser Fakultät. Seit dem Sommersemester 2012 ist Waldhoff Professor für Öffentliches Recht und Finanzrecht an der Humboldt-Universität zu Berlin. Von April 2014 bis März 2017 war er dort Dekan der Juristischen Fakultät. Seit Januar 2017 bekleidet er zugleich das Amt eines Richters am Oberverwaltungsgericht Berlin-Brandenburg im Nebenamt.
Waldhoff ist Mitglied der Vereinigung der Deutschen Staatsrechtslehrer (seit Januar 2018 Vorstand), der Deutschen Steuerjuristischen Gesellschaft, der International Fiscal Association, der Vereinigung für Verfassungsgeschichte, des Wissenschaftlichen Beirats beim Bundesministerium der Finanzen, der Schönburger Gespräche zum Thema Recht und Staat, Beiratsmitglied der Görres-Gesellschaft für Pflege der Wissenschaften und gehört dem Deutschen Hochschulverband an.
Gemeinsam mit Christoph Möllers war Waldhoff Bevollmächtigter des Bundesrates im NPD-Verbotsverfahren. Beide waren auch Bevollmächtigte im Ausschlussverfahren der Partei Die Heimat, ehemals NPD, von der staatlichen Parteienfinanzierung.
Christian Waldhoff ist katholisch und verheiratet.

## Schriften (Auswahl)
Monografien
- Verfassungsrechtliche Vorgaben für die Steuergesetzgebung im Vergleich Deutschland–Schweiz. Beck, München 1997, ISBN 3-406-41715-9.
- mit Klaus Vogel: Grundlagen des Finanzverfassungsrechts. Sonderausgabe des Bonner Kommentars zum Grundgesetz. Müller, Heidelberg 1999, ISBN 3-8114-1692-8.
- mit Hans Markus Heimann, Gregor Kirchhof: Verfassungsrecht und Verfassungsprozessrecht. Beck, München 2004. 2. Auflage: Beck, München 2010, ISBN 978-3-406-57251-7.
- Staat und Zwang. Der Staat als Rechtsdurchsetzungsinstanz. Schöningh, Paderborn 2008, ISBN 978-3-506-76681-6.
- mit Hanka von Aswege: Kernenergie als „goldene Brücke“? Verfassungsrechtliche Probleme der Aushandlung von Laufzeitverlängerungen gegen Gewinnabschöpfungen. Nomos, Baden-Baden 2010, ISBN 978-3-8329-5988-3 (Kurzfassung; PDF; 298 kB).
- mit Ekkehart Reimer: Verfassungsrechtliche Vorgaben für Sonderabgaben des Banken- und Versicherungssektors. Springer, Berlin/Heidelberg 2010, ISBN 978-3-642-16446-0.
- Der positive und der negative Verfassungsvorbehalt. Überlegungen zu einer Regelungstheorie im Grenzbereich von Verfassungsrechtsdogmatik und Verfassungstheorie. Nomos, Baden-Baden 2016, ISBN 978-3-8487-3504-4.
- Recht und Konfession – Konfessionalität im Recht? Klostermann, Frankfurt am Main 2016, ISBN 978-3-465-04251-8.
- mit Horst Dreier: Das Wagnis der Demokratie. Eine Anatomie der Weimarer Reichsverfassung. Beck, München 2018, ISBN 978-3-406-72676-7.

Herausgeberschaften
- mit Rainer Hüttemann: Steuerrecht an der Universität Bonn. Lit, Berlin 2008, ISBN 978-3-8258-1335-2.
- mit Christian Hillgruber: 60 Jahre Bonner Grundgesetz – eine geglückte Verfassung? (= Bonner Rechtswissenschaftliche Abhandlungen. N.F., Bd. 7). V&R Unipress, Göttingen 2010, ISBN 978-3-89971-621-4.